# Tillandsia kuntzeana
Tillandsia kuntzeana är en gräsväxtart som beskrevs av Carl Christian Mez. Tillandsia kuntzeana ingår i släktet Tillandsia och familjen Bromeliaceae. Inga underarter finns listade i Catalogue of Life.